# Kærgård Plantage
Kærgård Plantage är en skog i Danmark. Den ligger i Region Syddanmark, i den västra delen av landet. Mellan skogen och havet förekommer hed och på östra sidan jordbruksmark.